# Ibrahim ibn Sinan
Ibrahim ibn Sinan ibn Thàbit ibn Qurra (àrab: ابراهيم بن سنان بن ثابت بن قرة, Ibrāhīm b. Sinān b. Ṯābit b. Qurra) (Bagdad, 908-946) fou un matemàtic i astrònom persa del segle x.

## Vida
Poc es coneix de la seva vida. Era fill de Sinan ibn Thàbit i net de Thàbit ibn Qurra. Pertanyia, doncs, a l'aristocràcia erudita del califat.
En un manuscrit trobat el segle xx a la biblioteca Khuda Bakhsh de Bankipore (Índia), hi ha una breu autobiografia escrita quan tenia vint-i-sis anys. En aquest mateix manuscrit també es troben la major part dels seus tractats que es conserven.
La seva autobiografia és de caràcter intel·lectual: explica les obres que ha escrit i les motivacions per fer-ho.
Va morir d'una malaltia amb només 37 anys.

## Obra
Es conserven quatre tractats seus procedents de la biblioteca de Bankipore (a més de la autobiografia) i també tres altres escrits menors.
En matemàtiques cal destacar la construcció de la paràbola, els seus treballs sobre cercles tangents i l'aprofundiment en la filosofia de les matemàtiques amb un tractat sobre els mètodes de síntesi i d'anàlisi.
En astronomia, va donar suport a la teoria de la variabilitat de la inclinació de l'eclíptica, va estudiar les anomalies dels planetes superiors; però els seus treballs més influents van ser sobre aparells astronòmics: rellotges de sol, gnòmons i astrolabis.